# الدریتس
الدریتس (به اسپانیایی: Alderetes) یک منطقهٔ مسکونی در آرژانتین است که در Cruz Alta Department واقع شده‌است.

## خصوصیات
الدریتس ۳۸٬۴۶۶ نفر جمعیت دارد.